# SPR PABiKS IMPACT Pabianice
Stowarzyszenie Piłki Ręcznej PABiKS IMPACT Pabianice – klub piłki ręcznej założony w 2003 roku w Pabianicach, kontynuujący tradycje dawnego MRKS "Włókniarz Pabianice". W sezonie 2020/2021 drużyna seniorów klubu występuje w rozgrywkach II Ligi mężczyzn, grupy trzeciej. Oprócz sekcji seniorskiej, klub szkoli ponad 80 młodych piłkarzy ręcznych, zarówno płci męskiej jak i żeńskiej. Do tej pory największymi osiągnięciami klubu jest występ w I Lidze piłki ręcznej mężczyzn, oraz awans żeńskiej drużyny do rozgrywek 1/16 finału Mistrzostw Polski Juniorek Młodszych. W sezonie 2020/2021 drużyna seniorów wywalczyła awans do 1 Ligi Piłki Ręcznej Mężczyzn po 16 latach nieobecności na tym szczeblu rozgrywek.

## Historia

### Historyczne nazwy
| Lata | Lata | Nazwa                        |
| ---- | ---- | ---------------------------- |
| 1965 | 2003 | MRKS "Włókniarz Pabianice"   |
| 2003 | 2014 | SPR PABiKS Pabianice         |
| 2014 | 2015 | SPR PABiKS Mag-Mar Pabianice |
| 2015 | 2018 | SPR PABiKS Pabianice         |
| 2018 | 2021 | SPR PABiKS IMPACT Pabianice  |

### Wyniki drużyny seniorów w poszczególnych sezonach
| Sezon     | Rozgrywki ligowe | Rozgrywki ligowe | Rozgrywki ligowe                                |  |
| Sezon     | Poziom           | Miejsce          | Najlepszy strzelec                              |  |
| --------- | ---------------- | ---------------- | ----------------------------------------------- |  |
| 2012/2013 | II Liga gr.3     | 12               | Sebastian Stawicki 101 bramek w 23 meczach      |  |
| 2013/2014 | II Liga gr.3     | 5                | Bartosz Gościłowicz 128 bramek w 20 meczach     |  |
| 2014/2015 | II Liga gr.3     | 10               | Bartosz Gościłowicz 136 bramek w 22 meczach     |  |
| 2015/2016 | II Liga gr.3     | 13               | Bartłomiej Kiełbasiński 122 bramki w 22 meczach |  |
| 2016/2017 | III Liga         | 6                | Marcin Domagalski 50 bramek w 9 meczach         |  |
| 2017/2018 | II Liga gr.3     | 7                | Konrad Witczak 70 bramek w 17 meczach           |  |
| 2018/2019 | II Liga gr.3     | 4                | Damian Skowroński 126 bramek w 20 meczach       |  |
| 2019/2020 | II Liga gr.3     | srebro           | Mariusz Kuśmierczyk 130 bramek w 15 meczach     |  |
| 2020/2021 | II Liga gr.3     | złoto            | Mariusz Kuśmierczyk 151 bramek w 18 meczach     |  |

## Drużyna seniorów

### Kadra drużyny seniorów w sezonie 2020/2021[7]
| Nr | Zawodnik             | Pozycja      | Data ur.   | Wzrost | W klubie od |
| -- | -------------------- | ------------ | ---------- | ------ | ----------- |
| 3  | Łukasz Pietrzykowski | skrzydłowy   | 03.07.1995 | 186    | 2013        |
| 4  | Marcin Domagalski    | rozgrywający | 28.01.1998 | 170    | 2012        |
| 5  | Jakub Walocha        | obrotowy     | 11.07.1985 | 191    | 2017        |
| 6  | Konrad Witczak       | skrzydłowy   | 01.03.1984 | 175    | 2017        |
| 7  | Adrian Nowicki       | rozgrywający | 07.07.1991 | 177    | 2017        |
| 8  | Hubert Mielczarek    | skrzydłowy   | 05.09.2001 | 173    | 2018        |
| 9  | Maciej Baranowski    | obrotowy     | 13.07.2000 | 184    | 2019        |
| 10 | Damian Skowroński    | rozgrywający | 20.05.1997 | 184    | 2017        |
| 11 | Patryk Laskowski     | skrzydłowy   | 03.07.1998 | 184    | 2017        |
| 12 | Jakub Biernat        | bramkarz     | 19.08.1991 | 190    | 2018        |
| 13 | Sebastian Stawicki   | obrotowy     | 06.11.1991 | 190    | 2019        |
| 14 | Bartłomiej Helman    | rozgrywający | 03.12.1993 | 182    | 2020        |
| 16 | Kacper Antosik       | bramkarz     | 09.01.1998 | 187    | 2020        |
| 17 | Bartosz Gościłowicz  | rozgrywający | 03.07.1984 | 185    | 2013        |
| 18 | Marcin Zubert        | rozgrywający | 26.01.2000 | 189    | 2020        |
| 22 | Jakub Makasewicz     | bramkarz     | 08.02.2002 | ?      | 2020        |
| 23 | Dawid Bilichowski    | rozgrywający | 13.10.1995 | 188    | 2017        |
| 24 | Hubert Stężała       | rozgrywający | 26.04.1996 | 186    | 2017        |
| 33 | Jakub Kaźmierczak    | obrotowy     | 03.12.2001 | 183    | 2018        |
| 37 | Mariusz Kuśmierczyk  | rozgrywający | 30.07.1991 | 194    | 2018        |
| 43 | Igor Sztajnert       | skrzydłowy   | 31.03.1997 | 188    | 2017        |
| 76 | Marcin Trojanowski   | skrzydłowy   | 03.06.1991 | 176    | 2019        |
| 77 | Kamil Strzelec       | obrotowy     | 11.10.1994 | 176    | 2012        |
| 87 | Krystian Cieślak     | bramkarz     | 07.02.2001 | 185    | 2019        |
| 88 | Adam Kowalczyk       | skrzydłowy   | 18.09.1999 | 183    | 2021        |
| 98 | Dominik Sańpruch     | bramkarz     | 13.02.2000 | 190    | 2019        |
| 99 | Kacper Kozak         | rozgrywający | 10.06.1999 | 173    | 2019        |